# 453
453 (CDLIII na numeração romana) foi um ano comum do século V do Calendário Juliano, da Era de Cristo, teve início a uma quinta-feira  e terminou também a uma quinta-feira, a sua letra dominical foi D (53 semanas). Segundo o horóscopo chinês, foi o ano da Serpente.
| Ano completo                        |
| ----------------------------------- |
| Ano comum com início à quinta-feira |

## Mortes
- Átila, o Huno, rei dos hunos, n. 406.
- Torismundo, rei dos Visigodos.
- Morre o Imperador Ingyo (允恭天皇, Ingyo-tennō) [1] , 19º Imperador do Japão, na lista tradicional de sucessão[2] , n. 375.